# Christian Schenk
Christian Schenk (ur. 9 lutego 1965 w Rostocku) – niemiecki lekkoatleta wieloboista, mistrz olimpijski z Seulu z 1988.
Największe sukcesy osiągnął startując jako reprezentant NRD. Rozpoczął je zdobywając srebrny medal na mistrzostwach Europy juniorów w 1983 w Schwechat. W 1985 był członkiem drużyny NRD, która zajęła 2. miejsce w Pucharze Europy w dziesięcioboju w Krefeld. Był również w składzie zwycięskiej reprezentacji NRD w Pucharze Europy w dziesięcioboju w 1987 w Bazylei. Na mistrzostwach świata w 1987 w Rzymie zajął 5. miejsce.
Na igrzyskach olimpijskich w 1988 w Seulu zdobył złoty medal w dziesięcioboju wynikiem 8488 punktów, wyprzedzając swego kolegę z reprezentacji Torstena Vossa.
Na mistrzostwach Europy w 1990 w Splicie Schenk zdobył brązowy medal. Taki sam rezultat osiągnął na mistrzostwach świata w 1991 w Tokio, startując już w barwach zjednoczonych Niemiec. Kontuzja uniemożliwiła mu start na igrzyskach olimpijskich w 1992 w Barcelonie. Na mistrzostwach świata w 1993 w Stuttgarcie zajął 4. miejsce. Uzyskał wówczas swój rekord życiowy 8500 pkt.  Był mistrzem Niemiec w 1991 i 1993 (a także wicemistrzem NRD w 1985, 1987 i 1990 i brązowym medalistą w 1988). Zakończył wyczynowe uprawianie sportu w 1994.
Jego ojciec, Eberhard Schenk, był mistrzem NRD w biegach płotkarskich.
Schenk skakał wzwyż techniką przerzutową. Jego rekord życiowy w tej konkurencji wynosi 2,27 m.